# Rāmamangalam
Rāmamangalam är en ort i Indien.   Den ligger i distriktet Ernākulam och delstaten Kerala, i den södra delen av landet, 2 100 km söder om huvudstaden New Delhi. Rāmamangalam ligger 32 meter över havet och antalet invånare är 9 999.
Terrängen runt Rāmamangalam är platt, och sluttar västerut. Runt Rāmamangalam är det tätbefolkat, med 683 invånare per kvadratkilometer. Närmaste större samhälle är Kotamangalam, 19,9 km nordost om Rāmamangalam. Omgivningarna runt Rāmamangalam är en mosaik av jordbruksmark och naturlig växtlighet.